# Ernst Östlund
Ernst Vilhelm Östlund, född 9 december 1899 i Viby församling i Örebro län, död 1 juni 1978 i Mölndal, var en svensk fotbollsspelare (högerhalv/högerytter).
Östlund vann 1924 Svenska mästerskapet med Fässbergs IF. Han representerade därefter IFK Göteborg mellan 1925 och 1932, och gjorde sammanlagt 134 allsvenska matcher (28 mål) för klubben. Han spelade tre A-landskamper (inga mål) för Sverige.